# Brothers of Metal
Brothers of Metal – szwedzka grupa heavymetalowa, założona w 2012 roku. Debiutancki album został wydany w 2017 roku pod nazwą Prophecy of Ragnarök. Grupa składa się z trzech wokalistów; dwóch piosenkarzy i jednej piosenkarki. Teksty ich piosenek dotyczą wikingów, na których także są stylizowani członkowie grupy.

## Muzycy
Obecny skład zespołu:
- Mats Nilsson – śpiew (męski)
- Ylva Eriksson – śpiew (kobiecy)
- Joakim Lindbäck Eriksson – śpiew (męski)
- Emil Wärmedal – gitara basowa
- Mikael Fehrm – gitara
- Pähr Nilsson – gitara
- Dawid Grahn – gitara
- Johan Johansson – perkusja

## Dyskografia
- Prophecy of Ragnarök (2017)
- Emblas Saga (2020)
- Fimbulvinter (2024)